# Széki Béla
Széki Béla (Kölked, 1814. augusztus 29. – Pápa, 1871. november 21.) református esperes-lelkész, Széki Ákos írnok apja.

## Élete
Kölkeden született, ahol apja Széki Pál református lelkész volt. Tanult Mohácson, Gyönkön és Kiskunhalason, teologiára pedig Pápára ment. Az egyházkerület költségén külföldi egyetemekre küldték ki, hogy a teológiai tanárságra képezze magát, egy szemesztert töltött a bécsi protestáns teológiai intézetben, egyet pedig a berlini egyetemen. Hazajövén, 1838-tól teológiai tanár volt Pápán; 1852-ben Erdőcsokonyára (Somogy megye) hívták meg lelkésznek; ekkor tanári székét elhagyta. 1856-ban a belsősomogyi egyházmegye esperesének választotta. 1859-ben Pápára választották meg lelkésznek, ahol már 1856-tól egyházkerületi főjegyző és 1865-től a pápai egyházmegye esperese volt.

## Munkái
- Gyászbeszéd néhai tek., nemes, nemz. és vitézlő idősb Kazay Gábor... utolsó tisztességtételekor. Pápa, 1840.
- Gyászbeszéd a valódi élet főkellékéről. Uo. 1841. (Halotti beszédek, melyek néhai Sebestyén István... utolsó tisztességtételekor Pápán 1841. télhó 28. tartattak).
- Gyászbeszédek... Tóth Ferencz hideg tetemei felett. 1844. őszelő 4. és őszutó 20. Uo. (Emlékoszlop cz. mások beszédével).
- Egyházi beszéd a keresztyéni közszellem tényezőiről. Uo. 1845. (Örömünnep... Nagy Mihály úrnak kocsi lelkésznek... püspöki hivatalába beiktatásakor 1845. nyárelő 17. cz. munkában Szoboszlai Pap István beszédével).
- Gyászbeszéd, melyet néhai Baracskai Szűcs Antal... végtiszteletére rendezett gyászünnepély alkalmával tartott. Uo. 1846. (Mások beszédeivel).
- Gyászbeszéd Eöri Szabó Antal, Veszprémmegye szolgabírája felett. Uo. 1849.
- Előmunkálat a magyar protestáns egyház-szervezet tárgyában. Nagy-Kanizsa, 1857.
- Egyházi beszéd, melyet a pápai helv. hitv. ev. gyülekezet lelkészi hivatalába lett beiktatásának ünnepélyén mondott. Pápa, 1859.
- Egyházi emlékbeszéd, melyet a nagy hazafi gr. Széchenyi István végtiszteletére tartott. Uo. 1860. (Gróf Széchenyi István emlékezete cz. munkában).
- Széki gróf Teleki László emlékezete. Uo. 1861.
- Egyházi beszéd Kalvin János halálának háromszázados emlékünnepén. Uo. 1864.
- Egyházi törvénykönyv, mely a komjáthiban készült öt osztályú kánonokot, és a dunántúli helv. hitv. evang. egyházkerület szabályrendeleteit foglalja magában. Pápa, 1867. Online
- Emlékbeszéd néhai nagys. békási Békássy Imréné felett. Uo. 1869.

### Kéziratban
Eredeti és németből fordított s átdolgozott templomi, halotti, szertartási és síri beszédei és imái.